# 青荃橋
青荃橋（英語：Tsing Tsuen Bridge），亦稱青衣北橋（英語：Tsing Yi North Bridge），是一條位於香港的跨海大橋，顧名思義，大橋連接青衣島及荃灣，大橋的正式道路名稱為青荃路（英語：Tsing Tsuen Road），跨越藍巴勒海峽，為雙線雙程分隔道路，淨高度為17米，曾為全港最長跨海大橋。由於此橋位於青衣島第一條跨海橋青衣大橋的北面，故也稱為青衣北橋。青荃橋在青衣的一面連接担杆山交匯處，通往青衣北岸公路，而荃灣一面則連接到荃青交匯處，通往荃灣路及德士古道等道路。此橋亦是新界的士可途經道路之一。大橋車速原為每小時50公里，現已放寬為每小時70公里。

## 簡介

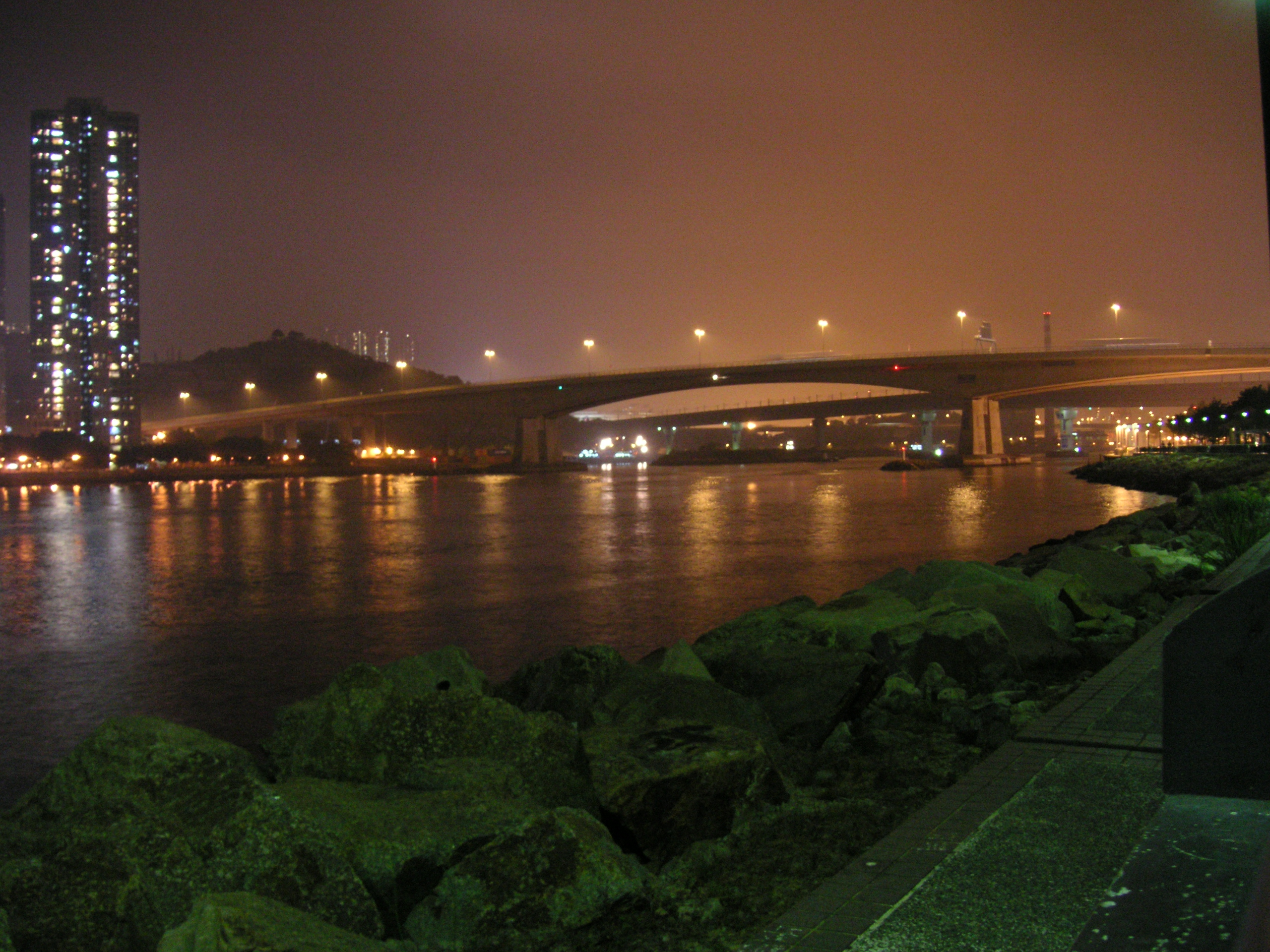
青荃橋夜景

青荃橋為一條全長1.5公里，寬14.6米，高度為17米，最大跨度為160米的高架道路，能容納4線雙程的行車線，而行車線兩側各有一條行人路，車速為每小時70公里。
大橋總造價為兩億港元，由史葛惠柳新設計，並交由前田建設建造。由於容量較青衣大橋高，亦直接連接到荃青交匯處，可經荃灣路通往九龍或經德士古道通往城門隧道前往沙田，因此北橋開通後，原有的青衣大橋的交通壓力得以減低。

## 歷史
青衣大橋於1974年通車後，由於只有雙線行車的大橋是青衣島唯一對外聯繫的道路，適逢島上正大興土木發展成青衣新市鎮，故汽車流量已迅速飽和，經常出現擠塞情況，當發生意外時更往往令整個青衣島交通癱瘓，因此港英政府早於1981年荃灣路首階段通車時，已有興建第二條行車橋樑連接荃灣和青衣島的構想。
此橋建築工程於1983年9月敲定，當時大橋名稱擬定為「青衣北橋」，估計的造價為3億元，經拓展署批出合約後，於1984年9月24日正式展開，造價下調為2億元。
在1987年，葵青區議會曾討論有關此橋的命名，建議以「尤德爵士紀念大橋」來命名此橋。大橋其後正名為「青荃橋」，於1987年12月10日由港督衛奕信主持啟用儀式，並於翌日下午5時正式開放通車。大橋通車後，九龍巴士41M線和九龍巴士43B線成為首批使用此橋的公共交通路線。大橋的通車更令往返荃灣碼頭和青衣碼頭渡輪的客量大減，最終在大橋通車後不足一年便停止服務。
2002年2月1日，青衣北岸公路通車，青衣及荃灣的車輛，可以直接取道青荃橋來往青嶼幹線。

## 走線
全長1.5公里的青荃橋始於荃青交匯處，向西延伸600米後便會到離開荃灣區範圍，到達藍巴勒海峽，跨海的路段長約300米，然後便會到達青衣島，跨越青衣海濱公園上方，並在機場快綫青衣站北面掠過，再跨越青敬路上方後，在担杆山交匯處作結。

### 主要交匯處
| 位置 | 距離（公里） | 目的地                                                    | 附註                                                  |
| ---- | ------------ | --------------------------------------------------------- | ----------------------------------------------------- |
| 荃灣 | 0.0          | 德士古道、 5號幹線往荃灣路 · （荃青交匯處）               | 迴旋處。5號幹線西行往 9號幹線屯門公路，東行往葵涌道。 |
| 荃灣 | 0.28         | 德士古道天橋                                              | 可通往石崗及 城門隧道                                 |
| 青衣 | 1.0          | 青衣站停車場／上落客區                                    | 只限由西行駛出                                        |
| 青衣 | 1.2          | 青衣北岸公路                                              | 青馬管制區範圍，可通往樟樹頭及 青衣西北交匯處         |
| 青衣 | 1.5          | 担杆山路、青敬路、青衣北岸公路、楓樹窩路 （担杆山交匯處） | 迴旋處                                                |

## 現況

### 年平均每日流量
在2022年，青荃路自荃青交匯處至担杆山交匯處的路段（即青荃橋的路段）的年平均每日交通流量為32,720車輛架次，而全段青荃橋皆被香港運輸署界定為「區域幹路」（District Distributor, DD）。

### 隔音屏障加建工程
在未有興建隔音屏障前，青衣長安邨和荃灣海濱花園合共約2000個住宅持續受到來自此橋高達79分貝的交通噪音影響。因此政府早於2002年4月計劃在青荃橋展開加設隔音屏障的工程，並預計於2007年12月竣工。但直至2004年6月，當局仍在檢討工程的動工及完工日期。
政府其後在2006年6月1日就隔音屏障工程刊憲，並於2007年2月26日將項目交由立法會環境事務委員會審議。路政署再於2007年9月28日就隔音屏障工程刊憲招標承投，並預計於同年12月動工，但工程最後延至2008年1月動工，並於2010年10月竣工，工程費用為1.73億港元。當局估計工程完成後，隔音屏障可為長安邨和海濱花園的居民減少來自此橋的交通噪音約1至21分貝。

### 行人通道

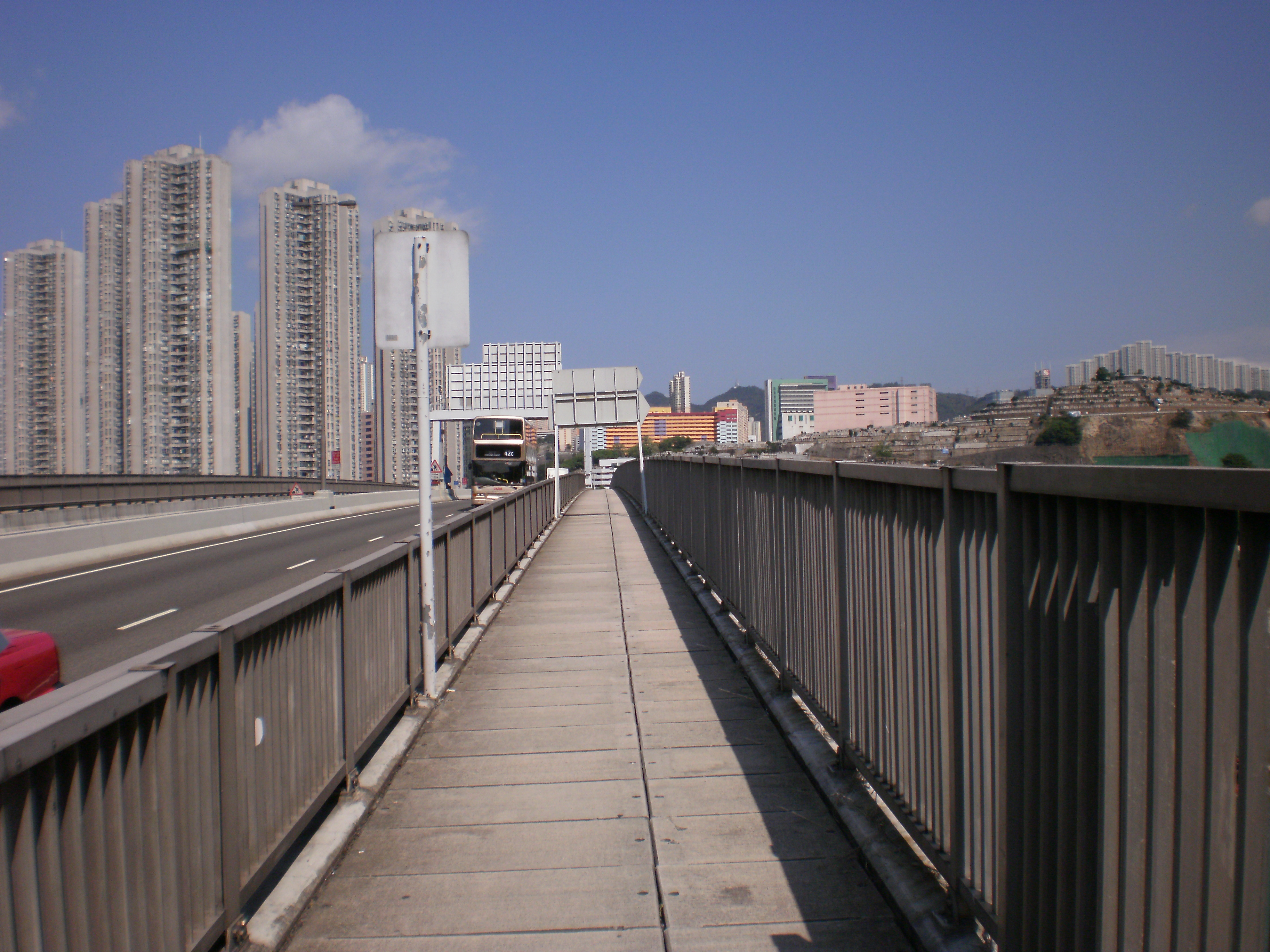
青荃橋上的行人路

青荃橋是香港僅有四條能讓行人步行的跨海大橋之一，四條行車線左右兩旁各有一條行人道，因此吸引了一些荃灣和青衣的居民經此橋步行往返兩地。可是大橋車流量高，產生噪音和污染，加上大橋的欄杆有1.5米高，而橋樑主跨道部分更加上1.6米高的鐵網圍欄，行在橋上視覺全被圍欄擋着，難以欣賞風景或拍照。香港理工大學土木及環境工程系副教授熊永達指出，天橋上建上高的圍欄令行人彷彿在監獄內行走，顯得不安心。再者大橋兩端的入口隱蔽，尤其是長安邨安潮樓附近的入口樓梯被垃圾房擋在後面，令行人平日難以發現，減少市民使用北橋步行的意欲。
荃灣區議會曾討論有關此橋行人路與青衣站之間的行人連接路工程，該工程原本預計於2012年完工，但當時有葵青區議員建議在行人通道中加設無障礙通道，使有關工程需要延至2014年8月1日開始動工，並於2016年10月3日開放予公眾使用。葵青區安灝區前區議員譚惠珍指，在連接路落成之前，如從荃灣途經青荃橋步行前往青衣，要先繞路才能到達青衣城，新入口開通後，令行人步行往返北橋更為清晰方便。
政府亦透過「人人暢道通行計劃」，建議為青荃橋的高架行人道提供無障礙設施，包括分別在近青衣海濱公園及近永順街的位置各建一部升降機，並於2016年5月20日就建議刊憲。不過有網民認為青衣北橋平日人流甚少，興建升降機之舉是浪費資源。2021年11月10日，青衣海濱公園一邊的升降機率先啟用，而永順街一邊的升降機亦於2022年1月啟用。

## 未來發展
香港政府曾計劃進行「荃灣繞道、擴闊荃青交匯處與葵青交匯處一段荃灣路、以及相關路口改善工程」，其中會在青荃路東行近荃青交匯處興建新的連接路連接荃灣路南行，屆時車輛由青衣往荃灣路南行及九龍將無需繞經橋下的迴旋處，減少受交通擠塞的影響。惟由於荃灣路於2006年至2012年之間的車流量下降25%，土木工程拓展署於2013年決定擱置擴建工程。
2021年2月，路政署向葵青區議會提交荃青交匯處改善工程文件，建議從楊屋道右轉、葵福路左轉及德士古道地面路段往青衣方向興建一條單向引道接駁至斷橋位，以方便車輛直接駛上青荃橋，減少荃青交匯處車流。